# Liste der Monuments historiques in Chalindrey
Die Liste der Monuments historiques in Chalindrey führt die Monuments historiques in der französischen Gemeinde Chalindrey auf.

## Liste der Immobilien
| Bezeichnung      | Beschreibung | Standort                  | Kennzeichnung | Schutzstatus | Datum | Bild           |
| ---------------- | --- | ------------------------- | ------------- | ------------ | ----- | -------------- |
| Taubenturm       | aus dem 18. Jahrhundert                                                                                           | Rue Félix-Faure (Lage)    | PA00078989    | Inscrit      | 1975  |                |
| Fort du Cognelot | auch Fort Vercingétorix; 1874 bis 1877 erbaut, Entwurf Raymond Adolphe Séré de Rivières, Teil der Barrière de fer | westlich des Ortes (Lage) | PA52000032    | Inscrit      | 2011  | weitere Bilder |

## Liste der Objekte
| Bezeichnung                           | Beschreibung                                        | Standort                         | Kennzeichnung | Schutzstatus | Datum | Bild |
| ------------------------------------- | --------------------------------------------------- | -------------------------------- | ------------- | ------------ | ----- | ---- |
| Zwei Engelsskulpturen                 | Holz, farbig gefasst und vergoldet, 18. Jahrhundert | in der Kirche St-Gengoulf (Lage) | PM52000211    | Classé       | 1972  |      |
| Skulptur Madonna mit Kind             | Holz, farbig gefasst, 18. Jahrhundert               | in der Kirche St-Gengoulf (Lage) | PM52000213    | Classé       | 1972  |      |
| Skulptur eines heiligen Bischofs      | Holz, farbig gefasst und vergoldet, 18. Jahrhundert | in der Kirche St-Gengoulf (Lage) | PM52001701    | Inscrit      | 1974  |      |
| Zwei Skulpturen von Engelchen         | Holz, farbig gefasst und vergoldet, 18. Jahrhundert | in der Kirche St-Gengoulf (Lage) | PM52000212    | Classé       | 1972  |      |
| Gedenktafel an eine Reliquienstiftung | Marmor, bezeichnet 1775                             | in der Kirche St-Gengoulf (Lage) | PM52000214    | Classé       | 1973  |      |